# Johan Charles Emil af Frosterus
Johan Charles Emil Frosterus (9 avril 1830 à Helsinki – mort le 31 janvier 1900 à Vaasa) est sénateur (1882–1890), et président de la Cour d'appel de Vaasa (1890–1900).
Il est anobli en 1875 et devient Johan Charles Emil af Frosterus,.